# 1997-es Le Mans-i 24 órás verseny
A 65. Le Mans-i 24 órás versenyt 1997. június 14. és június 15. között rendezték meg.

## Végeredmény
| Helyezés | Kategória | #  | Csapat                                   | Versenyző                                                        | Modell                             | Gumi | Körök |
| Helyezés | Kategória | #  | Csapat                                   | Versenyző                                                        | Motor                              | Gumi | Körök |
| -------- | --------- | -- | ---------------------------------------- | ---------------------------------------------------------------- | ---------------------------------- | ---- | ----- |
| 1        | LMP       | 7  | Joest Racing                             | Michele Alboreto Stefan Johansson Tom Kristensen                 | TWR Porsche WSC-95                 | G    | 361   |
| 1        | LMP       | 7  | Joest Racing                             | Michele Alboreto Stefan Johansson Tom Kristensen                 | Porsche Type-935 3.0L Turbo Flat-6 | G    | 361   |
| 2        | GT1       | 41 | Gulf Team Davidoff GTC Racing            | Jean-Marc Gounon Pierre-Henri Raphanel Anders Olofsson           | McLaren F1 GTR                     | M    | 360   |
| 2        | GT1       | 41 | Gulf Team Davidoff GTC Racing            | Jean-Marc Gounon Pierre-Henri Raphanel Anders Olofsson           | BMW S70 6.0L V12                   | M    | 360   |
| 3        | GT1       | 43 | Team BMW Motorsport BMW Team Schnitzer   | Peter Kox Roberto Ravaglia Eric Hélary                           | McLaren F1 GTR                     | M    | 358   |
| 3        | GT1       | 43 | Team BMW Motorsport BMW Team Schnitzer   | Peter Kox Roberto Ravaglia Eric Hélary                           | BMW S70 6.0L V12                   | M    | 358   |
| 4        | LMP       | 13 | Courage Compétition                      | Didier Cottaz Jérôme Policand Marc Goossens                      | Courage C41                        | M    | 336   |
| 4        | LMP       | 13 | Courage Compétition                      | Didier Cottaz Jérôme Policand Marc Goossens                      | Porsche Type-935 3.0L Turbo Flat-6 | M    | 336   |
| 5        | GT1       | 33 | Schübel Engineering                      | Pedro Lamy Armin Hahne Patrice Goueslard                         | Porsche 911 GT1                    | M    | 331   |
| 5        | GT1       | 33 | Schübel Engineering                      | Pedro Lamy Armin Hahne Patrice Goueslard                         | Porsche 3.2L Turbo Flat-6          | M    | 331   |
| 6        | LMP       | 3  | Moretti Racing Inc.                      | Gianpiero Moretti Didier Theys Max Papis                         | Ferrari 333 SP                     | Y    | 321   |
| 6        | LMP       | 3  | Moretti Racing Inc.                      | Gianpiero Moretti Didier Theys Max Papis                         | Ferrari F310E 4.0L V12             | Y    | 321   |
| 7        | LMP       | 8  | La Filière Elf                           | Henri Pescarolo Jean-Philippe Belloc Emmanuel Clerico            | Courage C36                        | M    | 319   |
| 7        | LMP       | 8  | La Filière Elf                           | Henri Pescarolo Jean-Philippe Belloc Emmanuel Clerico            | Porsche Type-935 3.0L Turbo Flat-6 | M    | 319   |
| 8        | GT1       | 27 | BMS Scuderia Italia                      | Pierluigi Martini Christian Pescatori Antônio Hermann de Azevedo | Porsche 911 GT1                    | P    | 317   |
| 8        | GT1       | 27 | BMS Scuderia Italia                      | Pierluigi Martini Christian Pescatori Antônio Hermann de Azevedo | Porsche 3.2L Turbo Flat-6          | P    | 317   |
| 9        | GT2       | 78 | Elf Haberthur Racing                     | Michel Neugarten Guy Martinolle Jean-Claude Lagniez              | Porsche 911 GT2                    | D    | 307   |
| 9        | GT2       | 78 | Elf Haberthur Racing                     | Michel Neugarten Guy Martinolle Jean-Claude Lagniez              | Porsche 3.6L Turbo Flat-6          | D    | 307   |
| 10       | GT2       | 74 | Roock Racing                             | André Ahrle Andy Pilgrim Bruno Eichmann                          | Porsche 911 GT2                    | M    | 306   |
| 10       | GT2       | 74 | Roock Racing                             | André Ahrle Andy Pilgrim Bruno Eichmann                          | Porsche 3.6L Turbo Flat-6          | M    | 306   |
| 11       | GT2       | 73 | Roock Racing                             | Manuel Mello-Breyner Tomaz Mello-Breyner Pedro Mello-Breyner     | Porsche 911 GT2                    | M    | 295   |
| 11       | GT2       | 73 | Roock Racing                             | Manuel Mello-Breyner Tomaz Mello-Breyner Pedro Mello-Breyner     | Porsche 3.6L Turbo Flat-6          | M    | 295   |
| 12       | GT1       | 23 | Nissan Motorsport TWR                    | Kazuyoshi Hoshino Érik Comas Masahiko Kageyama                   | Nissan R390 GT1                    | B    | 294   |
| 12       | GT1       | 23 | Nissan Motorsport TWR                    | Kazuyoshi Hoshino Érik Comas Masahiko Kageyama                   | Nissan VRH35L 3.5L Turbo V8        | B    | 294   |
| 13       | GT2       | 80 | GT Racing Team AG Roock Racing           | Claudia Hürtgen John Robinson Hugh Price                         | Porsche 911 GT2                    | P    | 280   |
| 13       | GT2       | 80 | GT Racing Team AG Roock Racing           | Claudia Hürtgen John Robinson Hugh Price                         | Porsche 3.6L Turbo Flat-6          | P    | 280   |
| 14       | GT2       | 63 | Viper Team Oreca                         | Justin Bell Pierre Yver John Morton                              | Chrysler Viper GTS-R               | M    | 278   |
| 14       | GT2       | 63 | Viper Team Oreca                         | Justin Bell Pierre Yver John Morton                              | Chrysler 8.0L V10                  | M    | 278   |
| 15       | GT2       | 64 | Chamberlain Engineering                  | Hans Hugenholtz Jari Nurminen Chris Gleason                      | Chrysler Viper GTS-R               | G    | 269   |
| 15       | GT2       | 64 | Chamberlain Engineering                  | Hans Hugenholtz Jari Nurminen Chris Gleason                      | Chrysler 8.0L V10                  | G    | 269   |
| 16       | LMP       | 10 | Courage Compétition                      | Fredrik Ekblom Jean-Louis Ricci Jean-Paul Libert                 | Courage C36                        | M    | 265   |
| 16       | LMP       | 10 | Courage Compétition                      | Fredrik Ekblom Jean-Louis Ricci Jean-Paul Libert                 | Porsche Type-935 3.0L Turbo Flat-6 | M    | 265   |
| 17       | LMP       | 15 | Team T.D.R. Mazdaspeed                   | Yojiro Terada Jim Downing Franck Fréon                           | Kudzu DLM-4                        | G    | 263   |
| 17       | LMP       | 15 | Team T.D.R. Mazdaspeed                   | Yojiro Terada Jim Downing Franck Fréon                           | Mazda R26B 2.6L 4-Rotor            | G    | 263   |
| 18 DNF   | GT1       | 26 | Porsche AG                               | Emmanuel Collard Ralf Kelleners Yannick Dalmas                   | Porsche 911 GT1                    | G    | 327   |
| 18 DNF   | GT1       | 26 | Porsche AG                               | Emmanuel Collard Ralf Kelleners Yannick Dalmas                   | Porsche 3.2L Turbo Flat-6          | G    | 327   |
| 19 DNF   | GT1       | 39 | Gulf Team Davidoff GTC Racing            | Ray Bellm Andrew Gilbert-Scott Masanori Sekiya                   | McLaren F1 GTR                     | M    | 326   |
| 19 DNF   | GT1       | 39 | Gulf Team Davidoff GTC Racing            | Ray Bellm Andrew Gilbert-Scott Masanori Sekiya                   | BMW S70 6.0L V12                   | M    | 326   |
| 20 DNF   | GT2       | 61 | Viper Team Oreca                         | Philippe Gache Olivier Beretta Dominique Dupuy                   | Chrysler Viper GTS-R               | M    | 263   |
| 20 DNF   | GT2       | 61 | Viper Team Oreca                         | Philippe Gache Olivier Beretta Dominique Dupuy                   | Chrysler 8.0L V10                  | M    | 263   |
| 21 DNF   | GT1       | 25 | Porsche AG                               | Hans Joachim Stuck Thierry Boutsen Bob Wollek                    | Porsche 911 GT1                    | G    | 238   |
| 21 DNF   | GT1       | 25 | Porsche AG                               | Hans Joachim Stuck Thierry Boutsen Bob Wollek                    | Porsche 3.2L Turbo Flat-6          | G    | 238   |
| 22 DNF   | GT1       | 42 | Team BMW Motorsport BMW Team Schnitzer   | JJ Lehto Steve Soper Nelson Piquet                               | McLaren F1 GTR                     | M    | 236   |
| 22 DNF   | GT1       | 42 | Team BMW Motorsport BMW Team Schnitzer   | JJ Lehto Steve Soper Nelson Piquet                               | BMW S70 6.0L V12                   | M    | 236   |
| 23 DNF   | GT1       | 29 | JB Racing                                | Jürgen von Gartzen Olivier Thévenin Alain Ferté                  | Porsche 911 GT1                    | M    | 236   |
| 23 DNF   | GT1       | 29 | JB Racing                                | Jürgen von Gartzen Olivier Thévenin Alain Ferté                  | Porsche 3.2L Turbo Flat-6          | M    | 236   |
| 24 DNF   | GT1       | 54 | David Price Racing                       | Andy Wallace James Weaver Butch Leitzinger                       | Panoz Esperante GTR-1              | G    | 236   |
| 24 DNF   | GT1       | 54 | David Price Racing                       | Andy Wallace James Weaver Butch Leitzinger                       | Ford (Roush) 6.0L V8               | G    | 236   |
| 25 DNF   | GT1       | 30 | Kremer Racing                            | Christophe Bouchut Andy Evans Bertrand Gachot                    | Porsche 911 GT1                    | G    | 207   |
| 25 DNF   | GT1       | 30 | Kremer Racing                            | Christophe Bouchut Andy Evans Bertrand Gachot                    | Porsche 3.2L Turbo Flat-6          | G    | 207   |
| 26 DNF   | GT2       | 75 | Larbre Compétition                       | Patrick Bourdais Peter Kitchak André Lara-Rezende                | Porsche 911 GT2                    | M    | 205   |
| 26 DNF   | GT2       | 75 | Larbre Compétition                       | Patrick Bourdais Peter Kitchak André Lara-Rezende                | Porsche 3.6L Turbo Flat-6          | M    | 205   |
| 27 DNF   | LMP       | 9  | Courage Compétition                      | Mario Andretti Michael Andretti Olivier Grouillard               | Courage C36                        | M    | 197   |
| 27 DNF   | LMP       | 9  | Courage Compétition                      | Mario Andretti Michael Andretti Olivier Grouillard               | Porsche Type-935 3.0L Turbo Flat-6 | M    | 197   |
| 28 DNF   | GT1       | 52 | DAMS                                     | Franck Lagorce Eric Bernard Jean-Christophe Boullion             | Panoz Esperante GTR-1              | M    | 149   |
| 28 DNF   | GT1       | 52 | DAMS                                     | Franck Lagorce Eric Bernard Jean-Christophe Boullion             | Ford (Roush) 6.0L V8               | M    | 149   |
| 29 DNF   | GT1       | 55 | David Price Racing                       | David Brabham Perry McCarthy Doc Bundy                           | Panoz Esperante GTR-1              | G    | 145   |
| 29 DNF   | GT1       | 55 | David Price Racing                       | David Brabham Perry McCarthy Doc Bundy                           | Ford (Roush) 6.0L V8               | G    | 145   |
| 30 DNF   | GT1       | 21 | Nissan Motorsport TWR                    | Martin Brundle Jörg Müller Wayne Taylor                          | Nissan R390 GT1                    | B    | 139   |
| 30 DNF   | GT1       | 21 | Nissan Motorsport TWR                    | Martin Brundle Jörg Müller Wayne Taylor                          | Nissan VRH35L 3.5L Turbo V8        | B    | 139   |
| 31 DNF   | GT1       | 28 | Konrad Motorsport                        | Franz Konrad Mauro Baldi Robert Nearn                            | Porsche 911 GT1                    | P    | 138   |
| 31 DNF   | GT1       | 28 | Konrad Motorsport                        | Franz Konrad Mauro Baldi Robert Nearn                            | Porsche 3.2L Turbo Flat-6          | P    | 138   |
| 32 DNF   | GT2       | 67 | Saleen-Allen Speedlab Cirtek Racing      | Steve Saleen Price Cobb Carlos Palau                             | Saleen Mustang RRR                 | D    | 133   |
| 32 DNF   | GT2       | 67 | Saleen-Allen Speedlab Cirtek Racing      | Steve Saleen Price Cobb Carlos Palau                             | Ford 5.9L V8                       | D    | 133   |
| 33 DNF   | GT2       | 79 | Konrad Motorsport                        | Toni Seiler Larry Schumacher Michel Ligonnet                     | Porsche 911 GT2                    | P    | 126   |
| 33 DNF   | GT2       | 79 | Konrad Motorsport                        | Toni Seiler Larry Schumacher Michel Ligonnet                     | Porsche 3.2L Turbo Flat-6          | P    | 126   |
| 34 DNF   | GT1       | 22 | Nissan Motorsport TWR                    | Riccardo Patrese Eric van de Poele Aguri Suzuki                  | Nissan R390 GT1                    | B    | 121   |
| 34 DNF   | GT1       | 22 | Nissan Motorsport TWR                    | Riccardo Patrese Eric van de Poele Aguri Suzuki                  | Nissan VRH35L 3.5L Turbo V8        | B    | 121   |
| 35 DNF   | GT1       | 49 | GT1 Lotus Racing                         | Jan Lammers Mike Hezemans Alexander Grau                         | Lotus Elise GT1                    | M    | 121   |
| 35 DNF   | GT1       | 49 | GT1 Lotus Racing                         | Jan Lammers Mike Hezemans Alexander Grau                         | Chevrolet LT5 6.0L V8              | M    | 121   |
| 36 DNF   | LMP       | 5  | Kremer Racing                            | Tomas Saldaña Carl Rosenblad Jürgen Lässig                       | Kremer K8 Spyder                   | G    | 103   |
| 36 DNF   | LMP       | 5  | Kremer Racing                            | Tomas Saldaña Carl Rosenblad Jürgen Lässig                       | Porsche Type-935 3.0L Turbo Flat-6 | G    | 103   |
| 37 DNF   | GT2       | 84 | Stadler Motorsport                       | Enzo Calderari Lilian Bryner Angelo Zadra                        | Porsche 911 GT2                    | P    | 98    |
| 37 DNF   | GT2       | 84 | Stadler Motorsport                       | Enzo Calderari Lilian Bryner Angelo Zadra                        | Porsche 3.6L Turbo Flat-6          | P    | 98    |
| 38 DNF   | GT1       | 44 | Team Lark McLaren Parabolica Motorsports | Akahiko Nakaya Keiichi Tsuchiya Gary Ayles                       | McLaren F1 GTR                     | M    | 88    |
| 38 DNF   | GT1       | 44 | Team Lark McLaren Parabolica Motorsports | Akahiko Nakaya Keiichi Tsuchiya Gary Ayles                       | BMW S70 6.0L V12                   | M    | 88    |
| 39 DNF   | GT2       | 77 | Chereau Sports Larbre Compétition        | Jean-Luc Chereau Jack Leconte Jean-Pierre Jarier                 | Porsche 911 GT2                    | M    | 77    |
| 39 DNF   | GT2       | 77 | Chereau Sports Larbre Compétition        | Jean-Luc Chereau Jack Leconte Jean-Pierre Jarier                 | Porsche 3.6L Turbo Flat-6          | M    | 77    |
| 40 DNF   | GT1       | 46 | Newcastle United Lister                  | Julian Bailey Thomas Erdos Mark Skaife                           | Lister Storm GTL                   | D    | 77    |
| 40 DNF   | GT1       | 46 | Newcastle United Lister                  | Julian Bailey Thomas Erdos Mark Skaife                           | Jaguar 7.0L V12                    | D    | 77    |
| 41 DNF   | GT2       | 62 | Viper Team Oreca                         | Tommy Archer Soheil Ayari Marc Duez                              | Chrysler Viper GTS-R               | M    | 76    |
| 41 DNF   | GT2       | 62 | Viper Team Oreca                         | Tommy Archer Soheil Ayari Marc Duez                              | Chrysler 8.0L V10                  | M    | 76    |
| 42 DNF   | GT2       | 60 | Agusta Racing Team Ltd.                  | Almo Coppelli Ricardo Agusta Eric Graham                         | Callaway Corvette LM-GT            | D    | 45    |
| 42 DNF   | GT2       | 60 | Agusta Racing Team Ltd.                  | Almo Coppelli Ricardo Agusta Eric Graham                         | Chevrolet LT1 6.2L V8              | D    | 45    |
| 43 DNF   | GT2       | 66 | Saleen-Allen Speedlab Cirtek Racing      | David Warnock Rob Schirle Allen Lloyd                            | Saleen Mustang RRR                 | D    | 28    |
| 43 DNF   | GT2       | 66 | Saleen-Allen Speedlab Cirtek Racing      | David Warnock Rob Schirle Allen Lloyd                            | Ford 5.9L V8                       | D    | 28    |
| 44 DNF   | GT1       | 45 | Newcastle United Lister                  | Geoff Lees Tiff Needell George Fouché                            | Lister Storm GTL                   | D    | 21    |
| 44 DNF   | GT1       | 45 | Newcastle United Lister                  | Geoff Lees Tiff Needell George Fouché                            | Jaguar 7.0L V12                    | D    | 21    |
| 45 DNF   | LMP       | 4  | Pilot Racing                             | Michel Ferté Adrián Campos Charlie Nearburg                      | Ferrari 333 SP                     | D    | 18    |
| 45 DNF   | LMP       | 4  | Pilot Racing                             | Michel Ferté Adrián Campos Charlie Nearburg                      | Ferrari F310E 4.0L V12             | D    | 18    |
| 46 DNF   | GT2       | 70 | Marcos Racing International              | Cor Euser Takaji Suzuki Harald Becker                            | Marcos Mantara LM600               | D    | 15    |
| 46 DNF   | GT2       | 70 | Marcos Racing International              | Cor Euser Takaji Suzuki Harald Becker                            | Chevrolet 5.9L V8                  | D    | 15    |
| 47 DNF   | GT1       | 32 | Roock Racing                             | Stéphane Ortelli Allan McNish Karl Wendlinger                    | Porsche 911 GT1                    | M    | 8     |
| 47 DNF   | GT1       | 32 | Roock Racing                             | Stéphane Ortelli Allan McNish Karl Wendlinger                    | Porsche 3.2L Turbo Flat-6          | M    | 8     |
| 48 DNF   | LMP       | 14 | Pacific Racing Ltd.                      | Harri Toivonen Eliseo Salazar Jesús Pareja                       | BRM P301                           | P    | 6     |
| 48 DNF   | LMP       | 14 | Pacific Racing Ltd.                      | Harri Toivonen Eliseo Salazar Jesús Pareja                       | Nissan 3.0L Turbo V6               | P    | 6     |
| DNS      | GT1       | 40 | Gulf Team Davidoff GTC Racing            | John Nielsen Thomas Bscher Chris Goodwin                         | McLaren F1 GTR                     | M    | -     |
| DNS      | GT1       | 40 | Gulf Team Davidoff GTC Racing            | John Nielsen Thomas Bscher Chris Goodwin                         | BMW S70 6.0L V12                   | M    | -     |